# Jacinto Gago Machado de Faria e Maia
Jacinto Gago Machado de Faria e Maia (Ponta Delgada, 7 de Outubro de 1874 — Beuel, Bona, 25 de Outubro de 1925) foi um advogado e intelectual, com obra publicada no campo da economia política. Republicano e autonomista, exerceu as funções de governador civil do Distrito Autónomo de Ponta Delgada em 1914-1915.

## Biografia
Foi filho de Francisco Machado de Faria e Maia e de sua esposa, Mariana da Silveira Gago da Câmara, uma família da elite aristocrárica terratenente da ilha de São Miguel, nos Açores.
Depois de completar os estudos secundários em Ponta Delgada, matriculou-se no curso de Direito da Universidade de Coimbra. Em Coimbra integrou-se nos círculos intelectuais universitários da época, tendo convivido, entre outros, com Eugénio de Castro, Manuel da Silva Gaio e Afonso Lopes Vieira. Inconformista, foi reprovado por duas vezes, acabando por escrever, quando frequentava o 3.º ano, algumas das obras que publicou.
Concluída a sua formatura, partiu para a Alemanha, onde estudou alemão durante dois anos. Regressou a Ponta Delgada, onde tentou, sem sucesso, ser provido como professor de Alemão no liceu daquela cidade. Não conseguindo, aproveitou uma oferta de emprego em África, para ocupar o lugar de notário, que manteve por poco tempo.
Instalou-se como advogado na cidade de Ponta Delgada. Republicano e defensor da autonomia dos Açores, pugnou na imprensa uma melhor representação dos açorianos no Congresso da República através da criação de uma verdadeira união açoriana que permitisse ultrapassar a divisão distrital. Foi um dos mais acérrimos defensores da necessidade de se criar «a união dos açorianos» em torno de um bem comum, deixando para trás os imperativos partidários e de ilha que impediam a defesa dos reais interesses do arquipélago.
Interessado por temas agrícolas, em abril de 1891 já fora um dos sócios fundadores da Sociedade de Avicultura e Aclimação Micaelense, após o falecimento de sua mãe, ocorrido a 9 de junho 1909, assumiu a administração das terras que herdou e foi viver para o Porto Formoso, onde desenvolveu uma plantação de espadana para produção industrial de fibras. Foi influente na introdução nos Açores da cultura daquela planta, o Phormium tenax, e das fábricas que faziam a sua transformação.
A sua militância republicana levou a que fosse escolhido para exercer as funções de governador civil do Distrito Autónomo de Ponta Delgada durante o governo de Bernardino Machado (1914-1915).
Em 25 de setembro de 1920 casou na Gorreana, ilha de São Miguel, com Katharina Albertine Fritz, de quem teve uma filha, Margarida Teresa Machado de Faria e Maia (nascida em Bona a 7 de agosto 1923). Katharina Albertine Fritz (1887-1966) era natural de Colónia (Alemanha), filha de Christoff Fritz e de sua mulher Margarethe Kessel-Brion.
Para além de participação nos periódicos micalelenses, escreveu alguns trabalhos académicos e alguns de carácter literário. Faleceu na Alemanha em outubro de 1925.

## Obras publicadas
Para além de múltiplas publicações dispersas por periódicos, é autor das seguintes obras:
- Synthese da vida económica do Estado. Das energias transformadas pelo Estado. Coimbra, Imprensa da Universidade, 1897;
- Synthese económica social. Coimbra, Imprensa da Universidade, 1899;
- Os que voltam. Lisboa, s.e., 1908;
- O Capitão Magno. s.l., s.e.., 1911;
- Em Volta d'Anthero. Ponta Delgada, Oficina de Artes Gráficas, 1924
- Rápido Exame da Lei Comercial, s.e., s.d..